# Hervé Revelli
Hervé Revelli (Verdún, Francia, 5 de mayo de 1946) es un exfutbolista francés. Es hermano de otro futbolista, Patrick Revelli.

## Equipos

### Como jugador
| Equipo                         | País                | Años                | PJ  | Goles |
| ------------------------------ | ------------------- | ------------------- | --- | ----- |
| AS Saint-Étienne               | Francia             | 1964-1971           | 158 | 126   |
| OGC Niza                       | Francia             | 1971-1973           | 71  | 41    |
| AS Saint-Étienne               | Francia             | 1973-1978           | 129 | 49    |
| CS Chênois                     | Suiza               | 1978-1980           | 47  | 20    |
| Châteauroux                    | Francia             | 1980-1983           | 77  | 7     |
| Draguignan                     | Francia             | 1983-1985           | 77  | 7     |
| Selección de fútbol de Francia | Francia             | 1966–1975           | 30  | 15    |
| Total en su carrera            | Total en su carrera | Total en su carrera | 512 | 258   |

### Como entrenador
| Equipo                          | País     | Años      |
| ------------------------------- | -------- | --------- |
| CS Chênois                      | Suiza    | 1979–1980 |
| Châteauroux                     | Francia  | 1980–1983 |
| SC Draguignan                   | Francia  | 1983–1984 |
| Club Sportif Sfaxien            | Túnez    | 1986–1987 |
| Selección de fútbol de Mauricio | Mauricio | 1989      |
| AS Saint-Priest                 | Francia  | 1989–1994 |
| CA Bizerte                      | Túnez    | 1998      |
| MC Oran                         | Argelia  | 2003–2004 |
| MC Alger                        | Argelia  | 2004      |
| Selección de fútbol de Benín    | Benín    | 2004–2005 |
| ES Setif                        | Argelia  | 2005      |
| Toulouse Fontaines Club         | Francia  | 2007–2008 |
| US Feurs                        | Francia  | 2009–2011 |
| UGA Lyon-Décines                | Francia  | 2018      |

## Estadísticas
Datos actualizados al fin de la carrera deportiva.
| AS Saint-Étienne Francia |               |               |     |     |    |    |    |     |     |      |      |
| 1.ª | 1965-66       | 25            | 12  | 1   | 0  | -  | -  | 26  | 12  | 0.46 |      |
| 1.ª | 1966-67       | 34            | 31  | 2   | 0  | -  | -  | 36  | 31  | 0.91 |      |
| 1.ª | 1967-68       | 32            | 23  | 7   | 1  | 4  | 1  | 43  | 25  | 0.58 |      |
| 1.ª | 1968-69       | 31            | 22  | 4   | 4  | 2  | 1  | 38  | 27  | 0.71 |      |
| 1.ª | 1969-70       | 31            | 28  | 10  | 4  | 4  | 3  | 45  | 35  | 0.78 |      |
| 1.ª | 1970-71       | 36            | 10  | 1   | 1  | 2  | 0  | 39  | 11  | 0.28 |      |
| 1.ª | 1973-74       | 34            | 20  | 5   | 2  | -  | -  | 39  | 22  | 0.56 |      |
| 1.ª | 1974-75       | 35            | 14  | 9   | 9  | 8  | 3  | 52  | 26  | 0.50 |      |
| 1.ª | 1975-76       | 29            | 12  | 1   | 0  | 9  | 2  | 39  | 14  | 0.35 |      |
| 1.ª | 1976-77       | 16            | 2   | 5   | 1  | 3  | 0  | 24  | 3   | 0.35 |      |
| 1.ª | 1977-78       | 15            | 1   | 3   | 0  | -  | -  | 18  | 1   | 0.05 |      |
| Total club | Total club    | 318           | 175 | 48  | 22 | 32 | 10 | 398 | 207 | 0.52 |      |
| Nice Francia |               |               |     |     |    |    |    |     |     |      |      |
| 1.ª | 1971-72       | 34            | 19  | 6   | 3  | -  | -  | 40  | 22  | 0.55 |      |
| 1.ª | 1972-73       | 37            | 22  | 1   | 0  | -  | -  | 38  | 22  | 0.57 |      |
| Total club | Total club    | 71            | 41  | 7   | 3  | 0  | 0  | 78  | 44  | 0.56 |      |
| Chênois · Suiza |               |               |     |     |    |    |    |     |     |      |      |
| 1.ª | 1978-79       | 26            | 13  | -   | -  | -  | -  | 26  | 13  | 0.50 |      |
| 1.ª | 1979-80       | 21            | 7   | -   | -  | -  | -  | 21  | 7   | 0.33 |      |
| Total club | Total club    | 48            | 20  | 0   | 0  | 0  | 0  | 48  | 20  | 0.41 |      |
| Châteauroux Francia |               |               |     |     |    |    |    |     |     |      |      |
| 2.ª | 1980-81       | 34            | 4   | 7   | 1  | -  | -  | 41  | 5   | 0.12 |      |
| 2.ª | 1981-82       | 29            | 2   | 2   | 0  | -  | -  | 31  | 2   | 0.06 |      |
| 2.ª | 1982-83       | 14            | 1   | 2   | 0  | -  | -  | 16  | 1   | 0.06 |      |
| Total club | Total club    | 77            | 7   | 11  | 1  | 0  | 0  | 88  | 8   | 0.09 |      |
| Total carrera | Total carrera | Total carrera | 514 | 243 | 66 | 26 | 32 | 10  | 612 | 279  | 0.45 |
| (1) Incluye datos de la Coupe de France. (2) Incluye datos de la European Cup. (3) No se consideran goles en encuentros amistosos. |               |               |     |     |    |    |    |     |     |      |      |

## Palmarés
| Título                     | Club             | Año  |
| -------------------------- | ---------------- | ---- |
| Ligue 1                    | AS Saint-Étienne | 1967 |
| Supercopa de Francia       | AS Saint-Étienne | 1967 |
| Copa de Francia            | AS Saint-Étienne | 1968 |
| Ligue 1 (2.º)              | AS Saint-Étienne | 1968 |
| Supercopa de Francia (2.º) | AS Saint-Étienne | 1968 |
| Ligue 1 (3.º)              | AS Saint-Étienne | 1969 |
| Supercopa de Francia (3.º) | AS Saint-Étienne | 1969 |
| Copa de Francia (2.º)      | AS Saint-Étienne | 1970 |
| Ligue 1 (4.º)              | AS Saint-Étienne | 1970 |
| Ligue 1 (5.º)              | AS Saint-Étienne | 1974 |
| Copa de Francia (3.º)      | AS Saint-Étienne | 1975 |
| Ligue 1 (6,º)              | AS Saint-Étienne | 1975 |
| Ligue 1 (7.º)              | AS Saint-Étienne | 1976 |
| Copa de Francia (4.º)      | AS Saint-Étienne | 1977 |

### Distinciones
| Distinción                                                | Dato           |
| --------------------------------------------------------- | -------------- |
| Máximo goleador de Ligue 1                                | 1967 y 1970    |
| Jugador francés del año por France Football               | 1969           |
| Máximo goleador de la historia de la Supercopa de Francia | 6 goles        |
| Máximo goleador de la historia del AS Saint-Étienne       | 175 goles      |
| Más campeonatos de Ligue 1 ganados                        | 7 (compartido) |